# Limnophila cambodiana
Limnophila cambodiana är en grobladsväxtart som beskrevs av T. Yamazaki. Limnophila cambodiana ingår i släktet Limnophila och familjen grobladsväxter. Inga underarter finns listade i Catalogue of Life.